# The Miracle Worker
The Miracle Worker (en España, El milagro de Ana Sullivan; en Argentina, Ana de los milagros; en México, Un milagro para Helen; en el resto de Hispanoamérica, La maestra milagrosa) es una película estadounidense de 1962 que relata la historia de la maestra Anne Sullivan y sus primeros intentos por enseñar a comunicarse a la joven sordociega Helen Keller.
Dirigida por Arthur Penn, el guion fue basado en la obra de teatro homónima de William Gibson, estrenada en 1959; que a su vez adaptaba del guion del drama televisivo de 1957 escrito por Gibson y emitido como episodio de la serie de antología de la CBS Playhouse 90. La historia está inspirada en la autobiografía de Helen Keller, The Story of My Life, publicada en 1903.
La película contó con las actuaciones de Anne Bancroft como Sullivan y Patty Duke como Keller, ambas quienes habían protagonizado la obra teatral en los mismos roles. The Miracle Worker se convirtió en un instantáneo éxito de crítica, con un moderado éxito comercial. Bancroft y Duke serían premiadas como mejor actriz y mejor actriz de reparto en la 35ª ceremonia de los Premios Óscar, respectivamente. Actualmente, The Miracle Worker posee una puntuación perfecta del 100% del sitio de críticos de cine Rotten Tomatoes y se encuentra en el puesto número 15 en el catálogo del American Film Institute a 100 películas más inspiradoras de Estados Unidos.

## Sinopsis
La joven Helen Keller (Patty Duke), una joven sordociega desde la infancia debido a un caso grave de escarlatina, se ve frustrada por su incapacidad para comunicarse y, como resultado, sufre frecuentes arrebatos violentos e incontrolables. Incapaces de tratar con ella, sus padres aterrorizados e indefensos se ponen en contacto con la Escuela Perkins para Ciegos para obtener ayuda. En respuesta envían a Anne Sullivan (Anne Bancroft), una exalumna, a la casa de Keller para enseñarle. Lo que sigue es una batalla de voluntades cuando Anne derriba los muros de silencio y oscuridad de Helen a través de la persistencia, el amor y su dura obstinación. En medio de la batalla, Anne finalmente le enseña a Helen a hacer una conexión entre las señales de sus manos y los objetos en el mundo.

## Reparto
- Anne Bancroft - Anne Sullivan
- Patty Duke - Helen Keller
- Victor Jory - Capitán Arthur Keller
- Inga Swenson - Kate Keller
- Andrew Prine - James Keller
- Kathleen Comegys - Tía Ev
- Beah Richards - Viney (sin acreditar)
- Jack Hollander - Sr. Anagnos (sin acreditar)
- Michael Darden - Percy (sin acreditar)
- Dale Ellen Bethea - Martha (sin acreditar)
- John Bliss - Oficial de admisiones (sin acreditar)
- Judith Lowry - Anciana #1 (sin acreditar)
- William F. Haddock - Anciana #2 (sin acreditar)
- Helen Ludlam - Anciana #3 (sin acreditar)

## Producción

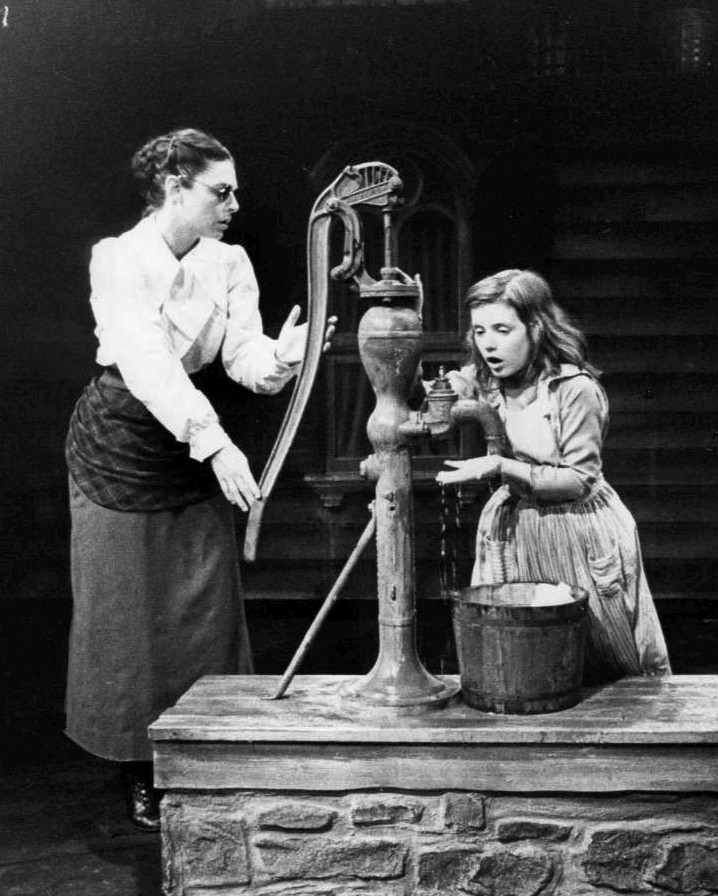
Bancroft y Duke en la obra teatral original de Broadway.

A pesar de que Anne Bancroft había ganado el Premio Tony a la mejor actriz principal en una obra de teatro por su actuación en la producción de Broadway, los ejecutivos de United Artists querían un nombre más importante para el papel de Anne Sullivan en la adaptación cinematográfica. Ofrecieron un presupuesto de US$5.000.000 millones si Elizabeth Taylor era elegida, pero solo US$500.000 después de que el director Arthur Penn insistiera en que el papel le fuera otorgado a Bancroft. Penn, quien había dirigido la producción teatral, se mantuvo leal a su estrella. La selección dio sus frutos, y Bancroft ganó un Óscar por su papel en la película.
Además, a pesar del hecho de que Patty Duke había interpretado a Helen Keller en la obra, casi no obtuvo el papel. La razón era que Duke, que tenía 15 años en ese momento, era considerada demasiado mayor para interpretar a una niña de siete años; pero luego de que Bancroft fuera elegida como Anne, Duke fue elegida para interpretar a Helen en la película.
Para la escena de la batalla del comedor, en la que Anne trata de enseñarle a Helen buenos modales en la mesa, tanto Bancroft como Duke llevaban un relleno debajo de sus vestuarios para evitar contusiones graves durante la intensa escaramuza física. La secuencia de nueve minutos requirió tres cámaras y tomó cinco días en ser filmada. Para el filme, al igual que para la obra de teatro, fue utilizada la tradicional canción de cuna de los Estados Unidos «Hush, Little Baby».
La película se rodó en Big Sky Ranch en Simi Valley, California y Middletown, Nueva Jersey.

## Acogida de la crítica
En su reseña en The New York Times, Bosley Crowther observó:

La exhibición absolutamente tremenda e inolvidable de una actuación físicamente poderosa que Anne Bancroft y Patty Duke presentaron en la obra teatral de William Gibson, The Miracle Worker, se repite por ellas en la película (...) pero porque los encuentros físicos entre las dos (...) parecen ser más frecuentes y prolongados de lo que eran en la obra y se muestran en primeros planos, que arrojan la pasión y la violencia directamente en su regazo, la brusquedad del drama se vuelve más dominante de lo que era en el escenario (...) los moretones se encuentran entre las dos (...) son intensamente significativos del drama y provocan una fuerte respuesta emocional. Pero la intensidad misma de ellos y el hecho de que es difícil ver la diferencia entre la lucha violenta para obligar al niño a obedecer (...) y la lucha violenta para hacer que ella comprenda las palabras, contribuye a la igualdad en estos encuentros y, finalmente, a una monotonía agotadora. Esta es la desventaja de tanta energía. Sin embargo, el desempeño de la señorita Bancroft cobra vida y revela a una mujer maravillosa con gran humor y compasión, así como con habilidades atléticas. Y la pequeña señorita Duke, en esos momentos en que frenéticamente jadea su desconcierto y su desesperación a tientas, es espantosa y lamentable.

TV Guide calificó a la película con 4½ de las cinco estrellas posibles y la califica como "un viaje desgarrador, dolorosamente sincero, a veces violento, con una actuación y un rendimiento asombrosos".
Time Out London opinó:

Es un trabajo asombrosamente impresionante (...) que deriva gran parte de su poder de las actuaciones. Patty Duke y Anne Bancroft se encienden mutuamente con una violencia y honestidad emocional que rara vez se ve en el cine, encendiendo soledad, vulnerabilidad y simple miedo. Lo que de hecho es asombroso es el modo en que, mientras construye un melodrama muy cuidadosamente dirigido e inteligentemente escrito, Penn logra evitar el sentimentalismo o incluso el optimismo indebido sobre el valor de la educación de Helen y el camino. Logra tal sentimiento de cruda espontaneidad en la actuación.

### Premios

#### Premios Óscar
En la 35.ª ceremonia de los Premios Óscar, The Miracle Worker fue nominada en cinco categorías, obteniendo dos premios.
| Año  | Categoría                                    | Receptor       | Resultado |
| ---- | -------------------------------------------- | -------------- | --------- |
| 1962 | Mejor director                               | Arthur Penn    | Nominado  |
| 1962 | Mejor actriz                                 | Anne Bancroft  | Ganadora  |
| 1962 | Mejor actriz de reparto                      | Patty Duke     | Ganadora  |
| 1962 | Mejor guion basado en material de otro medio | William Gibson | Nominado  |
| 1962 | Mejor diseño de vestuario (blanco y negro)   | Ruth Morley    | Nominada  |

#### Otros premios
Bancroft se haría merecedora del BAFTA a la mejor actriz extranjera y la Concha de Plata a la mejor actriz del Festival Internacional de Cine de San Sebastián, donde Arthur Penn ganaría el OCIC Award. Penn también sería galardonado con el Premio Grand Prix del Belgian Film Critics Association.
La película sería nominada al BAFTA a la mejor película de cualquier fuente y el Globo de Oro a la mejor película - Drama, Bancroft al Globo de Oro a la mejor actriz - Drama, Duke al Globo de Oro a la mejor actriz de reparto, Penn al Premio del Sindicato de Directores a la mejor dirección y el guionista William Gibson a los Premios WGA.
A su vez, The Miracle Worker fue reconocida por el American Film Institute en los siguientes listados:
- 2003: AFI's 100 años... 100 héroes y villanos:
  - Annie Sullivan – Héroe Nominada[10]
- 2005: AFI's 100 años de bandas sonoras – Nominada[11]
- 2006: 100 años... 100 inspiraciones: Las películas estadounidenses más inspiradoras – #15[12]